# Oratorio dell'Annunziata
L'oratorio della Santissima Annunziata, detto anche oratorio della Morte, sino al 1950 chiesa di Sant'Apollinare (con oratorio), è un edificio religioso che si trova a Ferrara in via Borgo di Sotto.

## Storia
L'oratorio venne edificato nel 1370, grazie a Nicolò Zipponari, e venne donato alla Confraternita della Buona Morte che era nata a Ferrara nel 1366. Venne rimaneggiato varie volte a partire dal XVII secolo sino all'ultimo intervento del 1950. 

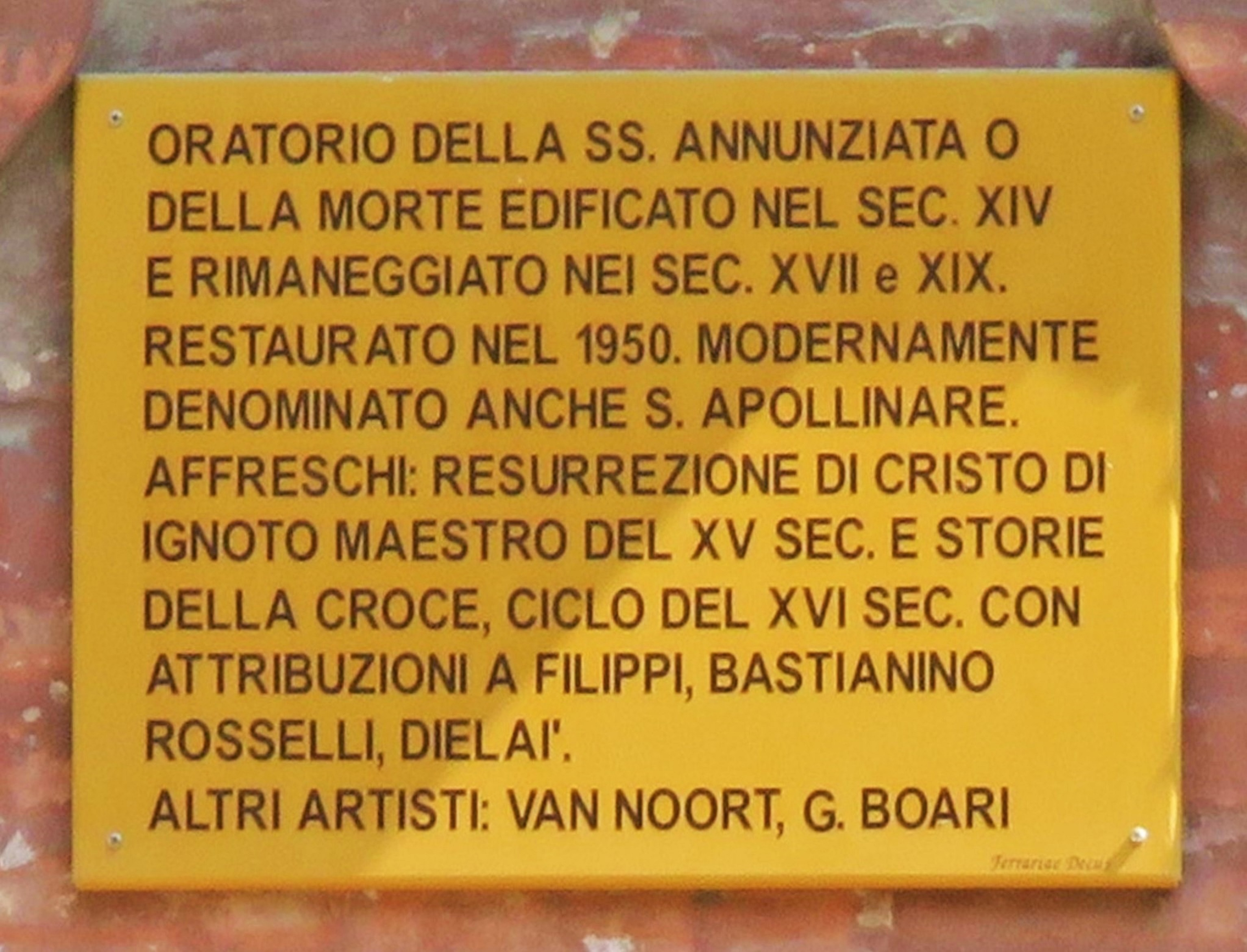
Targa della Ferrariae Decus sulla facciata dell'oratorio.

La confraternita curava la sepoltura di tutti i morti abbandonati ed iniziò ad onorare in particolare la Santa Croce, il cui culto venne istituito solo nel 1510.
Venuta a conoscenza della devozione di questa confraternita Isabella d'Aragona, nel XVI secolo, fece dono di una reliquia della croce sacra, conservata poi nell'oratorio.
A partire dal 1612 circa, e sino all'inizio del XX secolo, fu sede di un collegio (conservatorio) femminile detto di Santa Apollinare, dal nome che aveva il complesso in quel periodo.
Durante il sisma che ha colpito l'Emilia nel 2012 ha subito vari danni.

### Le confraternite a Ferrara
Il movimento cattolico dei flagellanti, o disciplinati o battuti ebbe il suo inizio attorno al 1260, per opera di Raniero Fasani, a Perugia. Non è mai stato un ordine religioso anche se legato agli ambienti cattolici, in particolare agli ordini mendicanti. il rapporto con le gerarchie ecclesiastiche talvolta è stato difficile, e alcune confraternite sono state in sospetto di eresia. Gli aderenti erano dediti all'autopunizione e, col passare del tempo, sempre più alle opere di assistenza agli infermi, ai bisognosi ed alle vedove, inoltre crearono spesso ospedali dove erano attivi. Furono anche impegnati nel seguire i condannati a morte nei loro ultimi momenti, e ad assicurare loro una degna sepoltura.
A Ferrara queste confraternite arrivarono dalla zona di Ravenna. L'arcivescovo di Ravenna Filippo Fontana aveva accolto i Salinguerra sconfitti nella lotta per il potere a Ferrara dagli Estensi, e, poiché era un oppositore di questi ultimi, fece in modo che diversi della famiglia sconfitta tornassero nella città emiliana in veste di flagellanti, ma con intenti diversi da quelli soliti di queste confraternite. Gli Estensi quindi si opposero all'inizio, poi, sotto la spinta del popolo che vedeva in queste confraternite la risposta a bisogni reali, iniziarono ad accettarli.
Le confraternite aprirono così, alla metà del XIV secolo, un ospedale per i poveri, quello di Santa Maria Novella, del quale si è persa quasi ogni traccia. I tempi politici erano mutati, nuove confraternite iniziarono ad agire. A  Santa Maria Novella fece seguito Santa Maria di Valverde, o dei Battuti bianchi.  Poi fu il momento di Santa Maria Annunziata o della Morte o dei Battuti Neri.  I Battuti Neri sono i soli, a Ferrara, dei quali ci è pervenuto lo statuto.
Col trascorrere del tempo le confraternite raggiunsero un loro apice nella considerazione popolare e poi conobbero, anche a Ferrara, un lento declino. Prima erano state in parte sospettate di eresia, poi vennero severamente limitate in alcune loro espressioni come quella di fustigarsi pubblicamente ed infine ridotte anche sotto l'aspetto culturale, essendo i loro membri spesso non particolarmente istruiti e con molte tradizioni tramandate oralmente. La loro indipendenza dalle gerarchie ecclesiastiche si ridusse, e nei momenti post conciliari divennero, con la loro azione legata al culto della Croce, al senso della morte, alla vicinanza ad infermi e condannati ed al profondo senso di colpa una forza a sostegno della controriforma.

## Descrizione
La semplice facciata cinquecentesca, attribuita a Giovan Battista Aleotti, trae in inganno perché cela un edificio diverso da una chiesa.
Infatti in origine l'oratorio aveva un corpo centrale diviso su due piani. Al piano terreno esisteva un teatrino ad uso dell’asilo e gestito da suore. Al primo piano si tenevano rappresentazioni pubbliche come concerti e altri spettacoli. Questa suddivisione rimase sino al XVII secolo, perché in quel momento si decise di abbattere il solaio divisorio ed ottenere un solo ambiente, molto più alto dei due precedenti, trasformato in chiesa.
Fu solo nel 1950 che venne ripristinata l'antica disposizione, e la chiesa venne soppressa.
L'oratorio conserva un importante ciclo di affreschi cinquecentesco, opera di artisti ferraresi come Camillo Filippi, Sebastiano Filippi, Giovanni Francesco Surchi ed altri. Sono raccolti nella: Storia della Santa Croce. Alcuni sono di fattura modesta altri di maggior pregio, e tutti in buono stato di conservazione.
Il più interessante è la Resurrezione, risalente alla metà del XV secolo, appartenente alla scuola di Pisanello, posta dietro l'altare (quando l'oratorio era una chiesa) sino al 1836.
Vi sono anche opere di Lambert van Noort e Gregorio Boari.